# Thouinia trifoliata
Thouinia trifoliata är en kinesträdsväxtart som beskrevs av Pierre Antoine Poiteau. Thouinia trifoliata ingår i släktet Thouinia och familjen kinesträdsväxter. Inga underarter finns listade i Catalogue of Life.